# Penstemon clutei
Espèce
 Penstemon clutei  est une espèce de plantes de la famille des Plantaginacées, originaire d'Amérique du Nord. Elle est connue sous le nom de  Sunset Crater Beardtongue en anglais.

## Description
Cette espèce est pérenne et peut atteindre 80cm de hauteur. Les fleurs sont généralement de couleur rose.